# Житіє святих сестер
«Житіє святих сестер» — радянський художній фільм 1982 року, знятий режисером Сільвією Сергейчиковою на Одеській кіностудії.

## Сюжет
До священика Єремії випадково потрапляє племінник архієпископа. Дружина Єремії розраховує отримати вигоду, тоді як інші священики намагаються переманити племінника до себе. Фільм карикатурно висміює лицемірство деяких представників духовенства. За мотивами роману Марко Вовчок «Записки причетника» (1869).

## У ролях
- Вітя Анісімов — Тимош
- Валерій Сторожик — Михайло
- Варвара Сошальська — ігуменя
- Сільвія Сергейчикова — Феофіла
- Ніна Колчина-Бунь — Ганна
- Лариса Пашкова — Євлампія
- Катерина Крупеннікова — Секлетея
- Юрій Мажуга — Мардарій
- Юрій Крітенко — Єремей
- Віра Поштовенко — Олімпіада
- Віктор Мірошниченко — Прохор
- Галина Демчук — Устина
- В. Костецька — Анюшка
- Тетяна Митрушина — Мартірія
- Марія Полякова — Манюшка
- Ірина Буніна — попадя
- Юрій Дубровін — диякон
- Юрій Рибальченко — граф Краснолесський
- Агафія Болотова — епізод
- Григорій Гладій — іконописець
- Микола Гудзь — купець
- Лілія Дзюба — черниця
- Галина Довгозвяга — черниця
- Людмила Зверховська — черниця
- Євген Звягін — посланник
- Ірина Кіхтьова — черниця
- Галина Ковганич — черниця
- Олександр Мілютін — купець
- Олександр Пархоменко — купець
- Раїса Пироженко — черниця
- Дмитро Миргородський — купець
- Юрій Рудченко — купець
- Сергій Свєчников — Семен
- М. Талісман — епізод
- Регіна Бистрякова — черниця
- Тетяна Чернова — «дивна» черниця
- Василь Яковець — Гнат
- Наталія Коренченко — дівчинка-прихожанка
- Наталія Гебдовська — епізод

## Знімальна група
- Режисер — Сільвія Сергейчикова
- Сценарист — Альберт Путінцев
- Оператор — Валерій Грозак
- Композитор — Іван Карабиць
- Художник — Анатолій Наумов